# Хронологична таблица за откриване и изследване на Северна Америка (XIX в.)
| Години                                             | Име на откривател, изследовател                                                     | Направени открития и изследвания | Изследванията засягат следните съвременни държави и територии |
| -------------------------------------------------- | ----------------------------------------------------------------------------------- | --- | ------------------------------------------------------------- |
| 1800                                               | Александър фон Хумболт, Еме Бонплан                                                 | Първи комплексни физикогеографски изследвания на остров Куба | Куба                                                          |
| 1803 – 1804                                        | Александър фон Хумболт, Еме Бонплан                                                 | Първи комплексни физикогеографски изследвания на Мексиканската планинска земя | Мексико                                                       |
| 1804 – 1805                                        | Юрий Лисянски                                                                       | Изследване брега на остров Коудиак, част от архипелага Александър и протока Чатъм, в т.ч. островите Якоби (58°00′ с. ш. 136°25′ з. д. / 58° с. ш. 136.416667° з. д.) и Баранов и доказване на островното положение на остров Чичагов | Аляска                                                        |
| 1804 – 1805                                        | Даниил Василиевич Калинин (неизв.-1813)                                             | Откриване на остров Крузов (57°10′ с. ш. 135°40′ з. д. / 57.166667° с. ш. 135.666667° з. д.) в архипелага Александър | Аляска                                                        |
| 1804 – 1805                                        | Дейвид Томпсън                                                                      | Изследване на централната част на Лаврентийското плато на север от езерото Уинипег (сега северната част на провинция Манитоба) | Канада                                                        |
| 1804 – 1806                                        | Мериуедър Луис, Уилям Кларк                                                         | Двойно пресичане на Централните равнини, Великите равнини и Скалистите планини. Завършване на откриването на цялото течение на река Мисури, с трите съставящи я реки – Джеферсън (от запад, най-голяма), Мадисън (средна) и Галатин (от изток). Откриване на реките Салмон (от басейна на Колумбия), Клируотър (десен приток на Снейк) и Снейк и първо плаване надолу по река Колумбия от устието на Снейк до Тихия океан | САЩ                                                           |
| 1805                                               | Баженов                                                                             | Изследване на около 300 км от долното течение на река Копър Ривър (Медна) и първо пресичане на хребета Чугач | Аляска                                                        |
| 1805 – 1806                                        | Саймън Фрейзър                                                                      | Изкачване по река Пис Ривър и по южната я съставяща река Парнснип. Откриване на река Стюарт и езерата Стюарт и Фрейзър (1805). Проследяване на цялото течение на река Стюарт, изтичаща от езерото Стюарт и откриване на реките Нечако (десен приток на Фрейзър) и Фрейзър | Канада                                                        |
| 1806 – 1807                                        | Зебулон Пайк                                                                        | Изследване на южната част на Великите равнини и Скалистите планини. Откриване на реките Осейдж (десен приток на Мисури), горното течение на Канзас (десен приток на Мисури) и цялото средно и горно течение на Арканзас (десен приток на Мисисипи), масивите Пайкс Пийк и Саватч с връх Ълбърт (4399 м), изворите на Арканзас, горното течение на река Рио Гранде и западните склонове на планината Сангре де Кристо | САЩ                                                           |
| 1807 – 1811                                        | Дейвид Томпсън                                                                      | Откриване на горното и средното течение на река Колумбия и изследване на целия ѝ водосборен басейн | Канада, САЩ                                                   |
| 1808                                               | Саймън Фрейзър                                                                      | Откриване и първо плаване по цялото средно и долно течение на река Фрейзър | Канада                                                        |
| 1811 – 1812                                        | Уилсън Прайс Хънт, Робърт Стюарт                                                    | Пресичане на Великите равнини и Скалистите планини от долното течение на Мисури до устието на Колумбия. Откриване на нови, по-удобни проходи в Скалистите планини между хребетите Абсарока и Уинд Ривър | САЩ                                                           |
| 1813                                               | Робърт Стюарт                                                                       | Изкачване по реките Колумбия и по левия ѝ приток Снейк до изворите ѝ, пресичане на Скалистите планини по 42º с.ш., откриване на горното течение на река Грийн Ривър (десен приток на Колорадо) и по реките Норт Плат и Плат спускане до Мисури | САЩ                                                           |
| 1816                                               | Ото Коцебу                                                                          | Изследване на северозападните брегове на Аляска. Откриване на залива Шишмарьов (66°11′ с. ш. 165°56′ з. д. / 66.183333° с. ш. 165.933333° з. д.) и остров Саричев (66°15′ с. ш. 166°04′ з. д. / 66.25° с. ш. 166.066667° з. д.), затварящ го откъм Чукотско море, залива Коцебу (66°25′ с. ш. 162°51′ з. д. / 66.416667° с. ш. 162.85° з. д.) с по-малкия залив Ешолц (66°19′ с. ш. 161°26′ з. д. / 66.316667° с. ш. 161.433333° з. д.) в югоизточната част, п-ов Хорис (66°20′ с. ш. 161°50′ з. д. / 66.333333° с. ш. 161.833333° з. д.) и остров Шамисо (66°13′ с. ш. 161°50′ з. д. / 66.216667° с. ш. 161.833333° з. д.) | Аляска                                                        |
| 1816 – 1826                                        | Дейвид Томпсън                                                                      | Топографски заснемания и картира областта около канадско-американската граница от река Сейнт Лорънс до Горското езеро във връзка с нейната демаркация | Канада, САЩ                                                   |
| 1817                                               | Уилям Скорсби                                                                       | Откриване на големия залив Скорсби (70°20′ с. ш. 24°00′ з. д. / 70.333333° с. ш. 24° з. д.) на източното крайбрежие на Гренландия | Гренландия                                                    |
| 1817 – 1819                                        | Пьотър Григориевич Корсаковски (1799 – 1831)                                        | Изследване на езерото Илиамна и откриване на изтичащата от него река Квичак (1817). Откриване и изследване на северния бряг на Бристолски залив от устието на Квичак до залива Гуднюс (59°04′ с. ш. 161°45′ з. д. / 59.066667° с. ш. 161.75° з. д.), в т.ч. заливите Квичак (58°41′ с. ш. 157°23′ з. д. / 58.683333° с. ш. 157.383333° з. д.), Нушагак (58°42′ с. ш. 158°36′ з. д. / 58.7° с. ш. 158.6° з. д.) с устието на река Нушагак и Кулукак (58°54′ с. ш. 159°41′ з. д. / 58.9° с. ш. 159.683333° з. д.) и остров Хагемайстер ((58°40′ с. ш. 160°56′ з. д. / 58.666667° с. ш. 160.933333° з. д.)) (1818). Изследване на част от източния бряг на Берингово море от залива Гуднюс до устието на река Юкон и откриване на остров Нунивак ((60°05′ с. ш. 166°23′ з. д. / 60.083333° с. ш. 166.383333° з. д.)) | Аляска                                                        |
| 1818                                               | Джон Рос, Уилям Едуард Пари                                                         | Възобновяване след близо 200-годишно прекъсване на търсенето на Северозападния проход. Изследване на западното крайбрежие на Гренландия, вторично откриване на залива Мелвил (североизточната част на Бафиновия залив) и откриване на протоците Смит, Джонс и Ланкастър до 80º 37` з.д. и остров Коберг (75°58′ с. ш. 79°20′ з. д. / 75.966667° с. ш. 79.333333° з. д.). Частично изследване на североизточното крайбрежие на Бафинова земя и откриване на залива Изабела (Идирбилунг, 69°10′ с. ш. 67°59′ з. д. / 69.166667° с. ш. 67.983333° з. д.) | Гренландия, Канада                                            |
| 1819 – 1820                                        | Андрей Климовски                                                                    | Изследване на река Копър Ривър (Медна) и откриване на планината Врангел (62° с. ш. 143° з. д. / 62° с. ш. 143° з. д.) | Аляска                                                        |
| 1819 – 1820                                        | Уилям Едуард Пари                                                                   | Откриване на северния вход на протока Принц Риджент (между островите Бафинова земя на юг-югоизток и открития от него остров Сомърсет на север-северозапад); 300 км от южния бряг на остров Девън, от нос Осбърн (80º 15` з.д.) до нос Райли (91º 54` з.д.); южния вход на протока Уелингтън (между островите Девън на изток и Корнуолис на запад); протока Бароу (между островите Корнуолис и Батерст – открити от него, на север и Сомърсет и Принц Уелски на юг); остров Ръсел (74°00′ с. ш. 98°25′ з. д. / 74° с. ш. 98.416667° з. д.); протока Мелвил (между островите Мелвил на север и Виктория на юг); остров Байам Мартин, намиращ се в южния вход на протока Байам (между островите Мелвил на запад и Батерст на изток) и южното крайбрежие на остров Мелвил (1819). Изследване на централната част на остров Мелвил; откриване на залива Лидон (на югозападното крайбрежие на Мелвил, северно от п-ов Дъндас); п-ов Сабин (76°25′ с. ш. 109°15′ з. д. / 76.416667° с. ш. 109.25° з. д., северната част на остров Мелвил) и залива Хекла енд Грайпер (111º 10` з.д.). Изследване на планинския п-ов Дъндас и провлака (широк около 40 км) между заливите Хекла енд Грайпер на север и Лидон на юг в централната част на остров Мелвил. Достигане на запад до 113º 48` з.д. и откриване на североизточното крайбрежие на остров Банкс. Откриване входа на залива Адмиралтейство, дълбоко врязващ се в Бафинова земя от север, между полуостровите Бродер на запад и Борден на изток и картиране на голяма част от източното крайбрежие на Бафинова земя, като са открити няколко залива (1820) | Канада                                                        |
| 1821                                               | Джон Франклин, Джордж Бак, Джон Ричардсън, Робърт Худ                               | Спускане по река Копърмайн. Откриване на над 1000 км от бреговата линия на Северна Америка, в т.ч. залива Коронейшън, остров Хепбърн (67°54′ с. ш. 110°56′ з. д. / 67.9° с. ш. 110.933333° з. д.), залива Арктик Саунд (67°31′ с. ш. 108°49′ з. д. / 67.516667° с. ш. 108.816667° з. д.), с вливащата се в него река Худ, залива Батърст, залива Мелвил, п-ов Кент и западния вход на протока Диз | Канада                                                        |
| 1821                                               | Михаил Василиев, Александър Авинов                                                  | Изследване и картиране на югоизточното крайбрежие на Берингово море и откриване на остров Нунивак (60°05′ с. ш. 166°23′ з. д. / 60.083333° с. ш. 166.383333° з. д.), залива Кускоквим и протока Етолин, отделящ острова от континента. Изследване и картиране на северозападните брегове на Северна Америка, между нос Лисбърн (68°53′ с. ш. 166°13′ з. д. / 68.883333° с. ш. 166.216667° з. д.) и нос Айси Кейп (70°20′ с. ш. 161°53′ з. д. / 70.333333° с. ш. 161.883333° з. д.) (Михаил Василиев). Изследване и картиране на част от крайбрежието на Аляска в района на нос Нюенем (58°40′ с. ш. 162°05′ з. д. / 58.666667° с. ш. 162.083333° з. д.) от остров Гагемейстер до нос Гуднюс (59°00′ с. ш. 164°45′ з. д. / 59° с. ш. 164.75° з. д.) (Александър Авинов). | Аляска                                                        |
| 1821 – 1822                                        | Уилям Едуард Пари                                                                   | Изследване на залива Репалс (между п-ов Мелвил на север и континента на юг) и протока Фрозен Стрийт на югоизток (между п-ов Мелвил на север и остров Саутхамптън на юг) и откриване на остров Уинтър (66°16′ с. ш. 83°04′ з. д. / 66.266667° с. ш. 83.066667° з. д.) и залива Лайон (1821). Откриване на източния бряг на п-ов Мелвил, в т.ч. залива Пари (68º 10` с.ш.) и протока Фюри енд Хекла (отделящ п-ов Мелвил на юг от остров Бафинова земя на север), с остров Иглулик в източния му вход (1822) (69°23′ с. ш. 81°40′ з. д. / 69.383333° с. ш. 81.666667° з. д.) | Канада                                                        |
| 1822                                               | Уилям Скорсби                                                                       | Изследване на източното крайбрежие на Гренландия между 74º 06` и 69º 13` с.ш. и откриване на п-ов Земя Скорсби (на север от залива Скорсби) | Гренландия                                                    |
| 1822 – 1824                                        | Джедидая Смит                                                                       | Изследва горния басейн на река Мисури (1822). Изследване на части от днешните щати Уайоминг и Юта и спускане по река Снейк до река Колумбия (1823 – 1824) | САЩ                                                           |
| 1823                                               | Едуард Сабин, Дъглас Чарлз Клаверинг (1794 – 1827)                                  | Провеждане на гравиметрични измервания покрай източните брегове на Гренландия и откриване на остров Сабин (74°35′ с. ш. 18°58′ з. д. / 74.583333° с. ш. 18.966667° з. д.) (Едуард Сабин). Изследване на част от източния бряг на Гренландия, вторично откриване на остров Клаверинг (74°18′ с. ш. 21°06′ з. д. / 74.3° с. ш. 21.1° з. д.), а на север от него – откриване на остров Шанън (75°10′ с. ш. 18°20′ з. д. / 75.166667° с. ш. 18.333333° з. д.) (Дъглас Клаверинг) | Гренландия                                                    |
| 1823                                               | Степан Петрович Хрушчов (1791 – 1865)                                               | Пълно картиране на архипелага Кралица Шарлота | Канада                                                        |
| 1824 – 1825                                        | Уилям Едуард Пари                                                                   | Дооткриване бреговете на протока Принц Риджент на юг до 72º с.ш., като по този начин са открити част от западното крайбрежие на п-ов Бродер (северозападната част на остров Бафинова земя) и почти цялото източното крайбрежие на остров Сомърсет до залива Кресуел | Канада                                                        |
| 1824 – 1828                                        | Уилям Хенри Ашли                                                                    | Вторично откриване на Голямото Солено езеро и езерото Юта и откриване на соленото езеро Севир (39°00′ с. ш. 113°15′ з. д. / 39° с. ш. 113.25° з. д.) и вливащата се в него река Севир (вторично) (1824 – 1827). Изследване на част от днешната територия на щата Колорадо – басейна на река Южен Плат и Големия басейн | САЩ                                                           |
| 1824 – 1829                                        | Питър Скайни Огдън                                                                  | Изследване на долния басейн на река Колумбия и южната част на Колумбийското плато (1824 – 1825). Изследване на реките Джон Дей и Дешут (леви притоци на Колумбия) до изворните им области. Откриване на 43º с.ш. източната част на обширната пустинна безотточна котловина – Басейн Харни, и в него – солените езера Малур и Харни, западната част на котловините Хай Дезерт (Горна пустиня) и Лоу Дезерт (Долна пустиня) и река Огдън (Хумболт) (1825 – 1826). Откриване на езерото Кламат, река Кламат и масива Кламат (1826 – 1827). Проучване на Голямото солено езеро и изтичащата от него река Вебер, прекосяване на Басейна Харни в Невада, първо пресичане на планината Сиера Невада и достигане до брега на Тихия океан при Калифорнийския залив | САЩ                                                           |
| 1825 – 1826                                        | Джон Франклин, Джордж Бак                                                           | Първо плаване по цялото течение на река Маккензи до устието ѝ и обратно. Откриване на залива Маккензи и група острови в него, в т.ч. остров Кендал (69°30′ с. ш. 135°10′ з. д. / 69.5° с. ш. 135.166667° з. д.) (1825). Откриване и изследване над 700 км от южния бряг на море Бофорт до 149º з.д. на запад, остров Хершел (69°35′ с. ш. 139°05′ з. д. / 69.583333° с. ш. 139.083333° з. д.), а между 137º и 146º з.д. – планината Бритиш Маунтинс с връх Румянцев (69°15′ с. ш. 143°45′ з. д. / 69.25° с. ш. 143.75° з. д.) (1826) | Канада, Аляска                                                |
| 1825 – 1826                                        | Джон Ричардсън                                                                      | Картиране на северния бряг на Голямото Мече езеро и откриване в северната му част залива Диз Арм и вливащата се в него река Диз (1825). Откриване и изследване северното крайбрежие на Северна Америка от залива Маккензи на запад до устието на река Копърмейн на изток (114º з.д.) – над 1500 км. Откриване на залива Ливърпул, нос Батърст (70°38′ с. ш. 128°14′ з. д. / 70.633333° с. ш. 128.233333° з. д.), залива Франклин, залива Дарнли 69°35′ с. ш. 123°40′ з. д. / 69.583333° с. ш. 123.666667° з. д. и разположения между тях п-ов Пари. Откриване на южното крайбрежие на п-ов Уолластон (югозападната част на остров Виктория), протока Долфин енд Юниън (на юг от него), залива Коронейшън (вторично, и устието на река Ричардсън. Изкачване по река Копърмейн и по левия ѝ приток река Кендал (открита от него) и спускане по река Диз до Голямото Мече езеро (1826) | Канада                                                        |
| 1826                                               | Фредерик Уилям Бичи                                                                 | Откриване и частично картиране на северното крайбрежие на Аляска от залива Коцебу до нос Бароу (71°23′31″ с. ш. 156°21′30″ з. д. / 71.391944° с. ш. 156.358333° з. д.) | Аляска                                                        |
| 1826 – 1831                                        | Джедидая Смит                                                                       | Поход от Голямото Солено езеро на юг, достигане до западната част на Големия каньон на река Колорадо, като по пътя са картирани река Севир, езерото Севир и река Верджин (десен приток на Колорадо). Продължаване на югозапад и достигане до Тихия океан на 33º с.ш., от там на север през Калифорнийската долина до 37º с.ш. и после на изток през хребета Сиера Невада и завръщане до Голямото Солено езеро (1826 – 1827). нов поход по същия маршрут (1827). Пресичане на Калифорнийската долина от юг на север, от залива Монтерей до долното течение на река Колумбия, покрай западните склонове на Каскадните планини (1828). Изкачване по Колумбия, пресичане на Скалистите планини, изследва района на днешния национален парк Йелоустоун и спускане по река Мисури до Сейнт Луис (1829 – 1830). Изследване на долното и средно течение на река Арканзас (1831) | САЩ                                                           |
| 1828                                               | Михаил Станюкович                                                                   | Изследване на Алеутските о-ви, северното крайбрежие на п-ов Аляска и близките до него острови и откриване на о-вите Худобин (56°01′ с. ш. 160°55′ з. д. / 56.016667° с. ш. 160.916667° з. д.) | Аляска                                                        |
| 1829 – 1830                                        | Вилхелм Август Гро                                                                  | Първо скициране на югоизточното крайбрежие на Гренландия (Бряг Крал Фредерик VІ), от нос Фарвел (59º46`с.ш.) до остров Данеборг (65º20`с.ш.) | Гренландия                                                    |
| 1829 – 1831                                        | Иван Яковлевич Василиев, Семьон Лукин                                               | Изследване басейна на река Нушагак и откриване в западната му част на планината Килбук (1829). Завършване откриването на река Нушагак, изследване на река Кускоквим и вторично откриване на левия ѝ приток река Холитна (1830). Изследване бреговете на п-ов Аляска | Аляска                                                        |
| 1829 – 1831                                        | Михаил Дмитриевич Тебенков (1802 – 1872)                                            | Изследване и картиране на бреговете на залива Нортън (64° с. ш. 163° з. д. / 64° с. ш. 163° з. д.) и островите в архипелага Александър | Аляска                                                        |
| 1829 – 1833                                        | Джон Рос, Джеймс Кларк Рос                                                          | Изследване на източното крайбрежие на остров Сомърсет и откриване на източното крайбрежие на п-ов Бутия и на изток от него – залива Бутия (70° с. ш. 89° з. д. / 70° с. ш. 89° з. д.) (Джон Рос). Изследване и пресичане на п-ов Бутия от изток на запад, откриване на провлака, свързващ го с континента и протока Бело, отделящ го от остров Сомърсет. Откриване на протока Джеймс Рос (69°40′ с. ш. 96°30′ з. д. / 69.666667° с. ш. 96.5° з. д., на югозапад от него – остров Кинг Уилям и Северния магнитен полюс (70°05′17″ с. ш. 96°46′45″ з. д. / 70.088056° с. ш. 96.779167° з. д.) (Джеймс Кларк Рос) | Канада                                                        |
| 1829 – 1835                                        | Фердинанд Врангел                                                                   | Картиране на части от западното крайбрежие на Северна Америка от п-ов Калифорния до Беринговия проток | САЩ, Канада, Аляска                                           |
| 1831 – 1871                                        | Робърт Кемпбъл                                                                      | Изследване басейна на горното и средното течение на река Юкон. Откриване на река Пели (дясна съставяща на Юкон) (1840). Откриване на река Люис (лява съставяща на Юкон) (1843). Спускане по река Юкон до десния ѝ приток река Поркюпайн, картиране на долното и средното течение на последната, пресичане на планината Ричардсън и достигане до долното течение на река Маккензи (1851) | Канада, Аляска                                                |
| 1832 – 1833                                        | Семьон Лукин                                                                        | Изследване на левите притоци на река Кускоквим | Аляска                                                        |
| 1832 – 1835                                        | Бенджамин Люис Бонвил, Джоузеф Уокър                                                | Изследване на части от днешните щати Уайоминг, Айдахо, Орегон и Вашингтон, в т.ч. горното течение на река Йелоустоун, района на бъдещия национален парк Йелоустоун и басейна на река Снейк | САЩ                                                           |
| 1833                                               | Джоузеф Уокър                                                                       | Завършване на откриването на река Огдън (Хумболт) и река Севир и проследяване на целите им течения. Откриване на езерото Уокър, вливащата се в него река Уокър и групата солени езера Мад, Пирамид и Уинемак, разположени на запад от долното течение на река Огдън. Доказване на наличието на огромната безотточна област – Голям басейн | САЩ                                                           |
| 1833 – 1834                                        | Джордж Бак                                                                          | Вторично откриване на езерата Клинтън Колдън (63°59′ с. ш. 107°30′ з. д. / 63.983333° с. ш. 107.5° з. д.) и Ейлмер (64°07′ с. ш. 108°31′ з. д. / 64.116667° с. ш. 108.516667° з. д.) (1833). Откриване на река Бак и проточните ѝ езера Пели, Гари, Макдугъл и Франклин (66°40′ с. ш. 96°00′ з. д. / 66.666667° с. ш. 96° з. д.), залива Чантри (67°30′ с. ш. 96°30′ з. д. / 67.5° с. ш. 96.5° з. д.), остров Монреал (67°55′ с. ш. 96°20′ з. д. / 67.916667° с. ш. 96.333333° з. д.) в него и носовете Рос и Бут, на южното крайбрежие на остров Кинг Уилям (1834) | Канада                                                        |
| 1834 – 1838                                        | Андрей Кондратиевич Глазунов, Пьотър Василиевич Малахов                             | Изследване на делтата и долното течение на река Юкон и приморската тундра между залива Нортън и река Кускоквим. Откриване на река Анвик (десен приток на Юкон) (1834 – 1835). Изследване на долното и средно течение на Юкон до устието на река Нулато (64°42′ с. ш. 158°09′ з. д. / 64.7° с. ш. 158.15° з. д.) (1838) | Аляска                                                        |
| 1835 – 1841                                        | Дионисий Фьодорович Зарембо (1797-неизв.), Прокофий Митков                          | Завършване откриването на архипелага Александър, в т.ч. устието на река Стикин и островите Куприянов (56°48′ с. ш. 133°25′ з. д. / 56.8° с. ш. 133.416667° з. д.), Митков (56°40′ с. ш. 132°47′ з. д. / 56.666667° с. ш. 132.783333° з. д.), Зарембо (56°21′ с. ш. 132°50′ з. д. / 56.35° с. ш. 132.833333° з. д.), Етолин (56°08′ с. ш. 132°24′ з. д. / 56.133333° с. ш. 132.4° з. д.) и Врангел (56°17′ с. ш. 132°12′ з. д. / 56.283333° с. ш. 132.2° з. д.) | Аляска                                                        |
| 1837 – 1839                                        | Питър Уорън Диз, Томас Симпсън                                                      | Изследване на северното крайбрежие на Северна Америка на запад от делтата на река Маккензи до нос Бароу (71°23′ с. ш. 156°29′ з. д. / 71.383333° с. ш. 156.483333° з. д.) и откриване на залива Диз (155º 40` з.д.), нос Симпсън (1 август, 70°59′ с. ш. 154°34′ з. д. / 70.983333° с. ш. 154.566667° з. д.), залива Смит (70°52′ с. ш. 154°20′ з. д. / 70.866667° с. ш. 154.333333° з. д.) и долното течение на река Колвил (най-голямата река в Северна Аляска) (1837). Изследване на реките Диз и Копърмайн, заливите Коронейшън и Батърст и достигане на север до 68°16′ с. ш. 109°20′ з. д. / 68.266667° с. ш. 109.333333° з. д. (1838). Откриване на протока Диз (68º 50` с.ш., отделящ п-ов Кент от остров Виктория), нос Александър (68°56′ с. ш. 106°11′ з. д. / 68.933333° с. ш. 106.183333° з. д.), залива Куин Мод (68°20′ с. ш. 102°00′ з. д. / 68.333333° с. ш. 102° з. д.), протока Симпсън (97º 40` з.д., отделящ п-ов Аделаида от остров Кинг Уилям) и достигане в залива Чантри до 68°28′ с. ш. 94°14′ з. д. / 68.466667° с. ш. 94.233333° з. д.. Изследване на около 100 км от южния бряг на остров Кинг Уилям и около 250 км от югозападния бряг на остров Виктория 1839) | Канада, Аляска                                                |
| 1837 – 1841                                        | Джон Фримонт                                                                        | Картиране на части от Южните Апалачи по трасето на новостроящата се жп линия (1837). Картиране на горния басейн на Мисисипи (1838 – 1839). Топографското заснемане на река Де Мойн (десен приток на Мисисипи) | САЩ                                                           |
| края на 30-те – началото на 40-те години на XIX в. | Кит Карсън                                                                          | Обхождане и опознаване на големи райони от Скалистите планини и откриване на 120º з.д., в планината Сиера Невада горното течение на река Карсън, вливаща се в солончака Карсън Синк | САЩ                                                           |
| 1838                                               | Александър Филипович Кашеваров (1809 – 1870)                                        | Първо описание и картиране на крайбрежието на Аляска между залива Коцебу и нос Бароу (50 км източно от него) | Аляска                                                        |
| 1838 – 1839                                        | Пьотър Фьодолович Колмаков                                                          | Откриване и изследване на река Иноко (ляв приток на Юкон) и планината Кускоквим | Аляска                                                        |
| 1841                                               | Чарлз Уилкс                                                                         | Изследване и картиране на част от басейна на река Колумбия | САЩ                                                           |
| 1841 – 1845                                        | Джон Фримонт, Кит Карсън                                                            | Картиране на прериите в областта на басейна на река Норт Плат и изкачване по реката и по левия ѝ приток Суитуотър до хребета Уинд Ривър (1842). Изследване и частично картиране на планините, заобикалящи Големия басейн и Калифорнийската долина, установяване на техните контури и набелязване на удобни планински проходи за строеж на жп линии. Откриване на меридионалната пустинна долина Уорнър с групата езера Кристмас (Уорнър) в нея и езерото Тахо | САЩ                                                           |
| 1841 – 1849                                        | Джон Гънисън                                                                        | Топографски картирания в района на Големите езера – границата между щатите Уискънсин и Мичиган, западния бряг на езерото Мичиган и бреговете на езерото Ери | САЩ                                                           |
| 1842 – 1844                                        | Лаврентий Загоскин                                                                  | Изследване на южното и част от източното крайбрежие на залива Нортън – от делтата на Юкон до устието на река Уналаклит (63°52′ с. ш. 160°47′ з. д. / 63.866667° с. ш. 160.783333° з. д.). Изкачване по Уналаклит, преминаване на вододела, достигане до река Юкон и изкачване по нея до устието на река Нулато. Изследване и картиране на долното течение на река Коюкук (десен приток на Юкон), на около 200 км от средното течение на Юкон, от устието на Коюкук до праговете ѝ на 64°56′ с. ш. 154°19′ з. д. / 64.933333° с. ш. 154.316667° з. д. и спускане по Юкон до най-южната ѝ точка – 61°33′ с. ш. 162°00′ з. д. / 61.55° с. ш. 162° з. д. (1842 – 1843). Походи до реките Иноко (ляв приток на Юкон) и Кускоквим (1843 – 1844). Изследване на средното течение на Кускоквим, спускане по Юкон до делтата ѝ и откриване на хребета, отделящ реката от източното крайбрежие на залива Нортън | Аляска                                                        |
| 1844                                               | Пьотър Василиевич Малахов                                                           | Откриване и изследване басейна на река Суситна, вливаща се в залива Кук и участък от южния склон на Аляскинския хребет | Аляска                                                        |
| 1845 – 1847                                        | Джон Франклин                                                                       | Вторично откриване на протока Уелингтън (отделящ островите Девън и Корнуолис), откриване на цялото западно крайбрежие на остров Девън, протока Крозиър (между Корнуолис на изток и Батърст на запад), източния бряг на остров Батърст и обикаляне на остров Корнуолис (1845). Откриване на протока Пил (между остров Сомърсет на изток и остров Принц Уелски на запад) и протока Франклин (продължение на протока Пил на югозапад, отделящ п-ов Бутия от остров Принц Уелски) (1846) | Канада                                                        |
| 1846 – 1847                                        | Джон Рей                                                                            | Изследвана на западния бряг на Хъдсъновия залив от устието на река Чърчил на север до залива Репалс (66º 20` с.ш.). Пресичане от юг на север на провлака Рей (свързващ п-ов Мелвил с континента) и откриване на залива Комити (69°00′ с. ш. 87°00′ з. д. / 69° с. ш. 87° з. д.), разположен между п-ов Мелвил на изток и п-ов Симпсън на запад (1846). Откриване и картиране на западния бряг на залива Комити и п-ов Симпсън, достигане до залива Лорд Мер (69°45′ с. ш. 92°00′ з. д. / 69.75° с. ш. 92° з. д., на югоизточното крайбрежие на п-ов Бутия) и изследване на източния бряг на залива Комити, като по този начин завършва откриването на бреговете на п-ов Мелвил | Канада                                                        |
| 1848                                               | Джон Фримонт                                                                        | Пресичане на Скалистите планини от басейна на Мисисипи до Калифорнийската долина по трасето на първата трансамериканска жп линия | САЩ                                                           |
| 1848 – 1849                                        | Джеймс Кларк Рос, Френсис Макклинток, Джон Ричардсън                                | Изследвана брега на Северна Америка от устието на Маккензи до п-ов Бутия (Джон Ричардсън). Изследване на северното и западното крайбрежие на остров Сомърсет на юг до 72º 38` с.ш. и открива на източното крайбрежие на остров Принц Уелски (Джеймс Кларк Рос, Френсис Макклинток) | Канада                                                        |
| 1848 – 1864                                        | Хенрик Йохан Ринк                                                                   | Завършване в общи линии на изследването и картирането на западното и южно крайбрежие на Гренландия | Гренландия                                                    |
| 1850                                               | Едуин Де Хейвън                                                                     | Откриване на п-ов Гринел (76°40′ с. ш. 95°00′ з. д. / 76.666667° с. ш. 95° з. д., северозападната част на остров Девън) и достигане на север до 75º 24` с.ш. в протока Уелингтън | Канада                                                        |
| 1850 – 1851                                        | Хорацио Остин, Еразъм Омани, Шерард Осбърн, Френсис Макклинток, Браун               | Пресичане на протока Бароу и откриване на северния и северозападен бряг на остров Принц Уелски до залива Омани (73°05′ с. ш. 101°10′ з. д. / 73.083333° с. ш. 101.166667° з. д.) (Еразъм Омани). Изследване на западния бряг на остров Принц Уелски на юг от залива Омани (73°05′ с. ш. 101°10′ з. д. / 73.083333° с. ш. 101.166667° з. д.) до нос Шерард Осбърн (72°14′ с. ш. 101°29′ з. д. / 72.233333° с. ш. 101.483333° з. д.). Изследване на южното и югозападно крайбрежие на остров Батърст, пресичане на протока Остин (между Батърст на североизток и остров Байам-Мартин на югозапад), изследване на остров Байам-Мартин, пресичане на протока Байам (между Байам-Мартин на изток и остров Мелвил на запад) и достигане до остров Мелвил (Френсис Макклинток). Откриване и картиране на източния бряг на остров Принц Уелски на север от 72º49`с.ш., в т.ч. залива Браун (73°10′ с. ш. 97°35′ з. д. / 73.166667° с. ш. 97.583333° з. д.) (Браун) | Канада                                                        |
| 1850 – 1851                                        | Робърт Макклур                                                                      | Откриване на Северозападния проход. Откриване на протока Принц Уелски (между остров Банкс на северозапад и остров Виктория на югоизток) (1850). Откриване и изследване на южния и западния бряг на остров Банкс, протока Макклур (между Банкс на юг и островите Принц Патрик и Мелвил на север), явяващ се последен, най-западен от Северозападния проход, северозападната част на остров Виктория – п-ов Принц Алберт и заливите Принц Алберт (71°20′ с. ш. 117°00′ з. д. / 71.333333° с. ш. 117° з. д.), Ричард Колинсън (72°45′ с. ш. 113°52′ з. д. / 72.75° с. ш. 113.866667° з. д.) и Уиниат (72°36′ с. ш. 110°52′ з. д. / 72.6° с. ш. 110.866667° з. д.) | Канада                                                        |
| 1851                                               | Уилям Пени                                                                          | Изследване на двата бряга на протока Уелингтън (между островите Девън на изток и Корнуолис на запад). Откриване на север от остров Корнуолис на остров Бейли Хамилтън (75°52′ с. ш. 94°36′ з. д. / 75.866667° с. ш. 94.6° з. д.), на северозапад от него – протока Куинс Чанъл, остров Дъндас в него, протока Пени (между островите Батърст на югозапад и Девън на североизток) и няколко малки острова (Хустън Стюарт, Баринг, Крозиър и др.) на север и запад от Бейли Хамилтън | Канада                                                        |
| 1851                                               | Джон Рей                                                                            | Изследване на цялото южно и югоизточно крайбрежие на остров Виктория от нос Баринг на запад до 70°30′ с. ш. 101°00′ з. д. / 70.5° с. ш. 101° з. д. на изток | Канада                                                        |
| 1851 – 1853                                        | Ричард Колинсън                                                                     | Вторично откриване на протока Принц Уелски (между островите Банкс на северозапад и Виктория на югоизток), плаване в него до 73º 30` с.ш., заобикаляне от юг остров Банкс и плаване на север в море Бофорт (1851). Изследване на п-ов Дъндас (най-западната част на остров Виктория) (1852). Изследване на югоизточното крайбрежие на остров Виктория и вторично откриване на протока Виктория (между островите Виктория на северозапад и Кинг Уилям на югоизток), полуостров Колинсън (най-източната част на остров Виктория) и остров Гейтсхед (71°20′ с. ш. 100°20′ з. д. / 71.333333° с. ш. 100.333333° з. д., на североизток от п-ов Колинсън) | Канада                                                        |
| 1852                                               | Едуард Огъстъс Инглфилд                                                             | Първо проникване в протока Смит, разделящ остров Елсмиър от Гренландия, изследване на Китовия залив (77º 30` с.ш., на северозападното крайбрежие на Гренландия) и откриване на продължението му, тесния залив Инглфилд и водещите към него протоци Валсун и Мърчисън, отделящи двата острова от Гренландия, откриване на островите Нортъмбърланд на запад и Хърбърт на изток и достигане в протока Смит до 78º35`с.ш., рекордна за това време географски ширина. Картиране на голяма част от източното крайбрежие на остров Бафинова земя | Канада, Гренландия                                            |
| 1852                                               | Уилям Кенеди                                                                        | Окончателно установяване на контурите на Северна Америка след вторичното откриване на протока Бело (72°00′ с. ш. 94°20′ з. д. / 72° с. ш. 94.333333° з. д.), отделящ п-ов Бутия на юг от остров Съмърсет на север | Канада                                                        |
| 1852 – 1853                                        | Джон Гънисън                                                                        | Топографско заснемане и картиране на района западно от езерото Мичигън, по точно областта около залива Грин Бей | САЩ                                                           |
| 1852 – 1853                                        | Едуард Белчер, Хенри Келет, Френсис Макклинток, Джордж Мийкам, Джордж Хенри Ричардс | Едуард Белчер: Откриване на остров Корнуол (77°40′ с. ш. 95°00′ з. д. / 77.666667° с. ш. 95° з. д.) и протока Белчер (77°10′ с. ш. 93°00′ з. д. / 77.166667° с. ш. 93° з. д.), отделящ го на юг от п-ов Гринел (1852). Откриване на протока Кардигън, остров Норт Кент (76°40′ с. ш. 90°20′ з. д. / 76.666667° с. ш. 90.333333° з. д.), западния вход на протока Джонс (отделящ остров Девън на юг от остров Елсмиър на север) и Артур фиорд (76°35′ с. ш. 93°10′ з. д. / 76.583333° с. ш. 93.166667° з. д.), почти отделящ п-ов Гринел от останалата част на остров Девън (1853). Хенри Келет: Откриване и картиране на западното крайбрежие и вътрешните райони на остров Принс Патрик, северозападното крайбрежие на островите Мелвил и Емералд и протоците Фицуилям и Келет (1853). Френсис Макклинток: Откриване и картиране на северозападното крайбрежие на остров Мелвил, остров Принц Патрик (76°45′ с. ш. 119°30′ з. д. / 76.75° с. ш. 119.5° з. д.), западното крайбрежие на остров Мелвил, източното и северно крайбрежие на Принц Патрик до залива Сателайт (77°23′ с. ш. 117°16′ з. д. / 77.383333° с. ш. 117.266667° з. д., на северното крайбрежие) и остров Емералд (76°48′ с. ш. 114°07′ з. д. / 76.8° с. ш. 114.116667° з. д.) (1853). Джордж Мийкам: Откриване и картиране на южния бряг на остров Мелвил, остров Еглинтън, протока Крозиър (между Еглинтън на югоизток и остров Принц Патрик северозапад), северното крайбрежие на протока Макклур (най-западния проток от Северозападния проход) и около 200 км от северозападното крайбрежие на остров Принц Патрик до залива Сателайт (77°25′ с. ш. 117°05′ з. д. / 77.416667° с. ш. 117.083333° з. д.) (1853). Джордж Хенри Ричардс: Откриване на северното крайбрежие на остров Батърст, на север от него – архипелага Баркли и група от 4 големи острова (Александър, Маси, Вание и Камерън), разположени на северозапад от Батърст. Пресичане от изток на запад на протока Байам Мартин, изследване източната част на остров Мелвил и картиране на п-ов Сабин в северната част на острова (1853) | Канада                                                        |
| 1853                                               | Джон Гънисън                                                                        | Топографско заснеме и картиране на ивицата между 38° и 39° с.ш. в района на Скалистите планини, където е предвидено да премине трасето на трансконтиненталната жп линия | САЩ                                                           |
| 1853                                               | Джон Фримонт                                                                        | Пресичане на Големия басейн, от горното течение на Колорадо на югозапад през хребета Сиера Невада и достигане до река Сан Хоакин | САЩ                                                           |
| 1853 – 1854                                        | Илайша Кент Кейн, Айзък Израел Хейс, Ханс Хендрик (1834 – 1889), Уилям Мортън       | Илайша Кент Кейн: Откриване на Басейна Кейн (на север от протока Смит) и ледника Хумболт, спускащ се в залива Пибоди в Северозападна Гренландия (1853 – 1854). Айзък Израел Хейс: Откриване, изследване и картиране източното крайбрежие на Елсмиър от остров Пим (78º 45` с.ш.) на юг до залива Добин (79º 45` с.ш.) на север, т.нар. Земя Гринел, в т.ч. залива Принцеса Мария (79°20′ с. ш. 77°00′ з. д. / 79.333333° с. ш. 77° з. д.) и фиорда Бюкенан (79°00′ с. ш. 75°30′ з. д. / 79° с. ш. 75.5° з. д.) (1854). Ханс Хендрик: Изследване на югоизточните, източните и североизточните брегове на Басейна Кейн и откриване на южното крайбрежие на п-ов Земя Вашингтон (в Северозападна Гренландия) и протока Кенеди (на запад от полуострова), в който достига до 81º 22` с.ш. (1854). Уилям Мортън: Откриване на залива Пибоди (79° с. ш. 66° з. д. / 79° с. ш. 66° з. д.), край северозападния бряг на Гренландия (1854) | Канада, Гренландия                                            |
| 1853 – 1854                                        | Джон Рей                                                                            | Изследване и картиране на западното крайбрежие на п-ов Бутия | Канада                                                        |
| 1860 – 1861                                        | Айзък Израел Хейс, Ханс Хендрик (1834 – 1889)                                       | Изследване на северния купол на Гренландия в района на п-ов Хейс (1860). Поход на ски през протока Кенеди до 81º 35` с.ш., откриване на п-ов Джадж Дейли (в северната част на остров Елсмиър, 81°05′ с. ш. 66°50′ з. д. / 81.083333° с. ш. 66.833333° з. д.), залива Лейди Франклин (81°40′ с. ш. 66°00′ з. д. / 81.666667° с. ш. 66° з. д.) и нос Юнион (североизточната точка на Елсмиър, 82°15′ с. ш. 61°10′ з. д. / 82.25° с. ш. 61.166667° з. д.) (1861) | Канада, Гренландия                                            |
| 1862 – 1867                                        | Фердинанд фон Рихтхофен                                                             | Геоложки изследвания и топографски заснемания на големи участъци от планината Сиера Невада | САЩ                                                           |
| 1863                                               | Иван Семьонович Лукин                                                               | Изследване и картиране на долното и средно течение на река Юкон до руско-канадската граница | Аляска                                                        |
| 1867 – 1872                                        | Кларънс Кинг (1842 – 1901)                                                          | Геоложки изследвания и топографски заснемания от двете страни на Скалистите планини на 40º с.ш. между 105º и 120º з.д. | САЩ                                                           |
| 1869 – 1870                                        | Карл Колдевей, Юлиус Пайер                                                          | Изследване на източното крайбрежие на Гренландия между 73º и 77º с.ш. и откриване на остров Кун (74°50′ с. ш. 20°16′ з. д. / 74.833333° с. ш. 20.266667° з. д.), протока, отделящ го на запад от Гренландия, Бряг Земя Пайер, нос Бисмарк (76°41′ с. ш. 18°32′ з. д. / 76.683333° с. ш. 18.533333° з. д.), остров Голям Колдевей (76°20′ с. ш. 18°50′ з. д. / 76.333333° с. ш. 18.833333° з. д.), залива Дов (76°30′ с. ш. 20°20′ з. д. / 76.5° с. ш. 20.333333° з. д.), Земя Кайзер Вилхелм (75 – 76º с.ш.) и Франц Йосиф фиорд (73°30′ с. ш. 24°12′ з. д. / 73.5° с. ш. 24.2° з. д.) | Гренландия                                                    |
| 1869 – 1872                                        | Джон Уесли Пауъл                                                                    | Заснемане и картиране на река Грийн Ривър от град Грийн Ривър (41°32′ с. ш. 109°28′ з. д. / 41.533333° с. ш. 109.466667° з. д.) в щата Уайоминг до вливането ѝ в Колорадо, течението на Колорадо до устието на десния и приток река Вирджин (36°09′ с. ш. 114°24′ з. д. / 36.15° с. ш. 114.4° з. д. и геоложко описание на Гранд каньон | САЩ                                                           |
| 1870                                               | Адолф Ерик Норденшелд                                                               | Изследване на западните вътрешни райони на Гренландия | Гренландия                                                    |
| 1871                                               | Чарлз Френсис Хол, Ханс Хендрик, Джоузеф Ебербинг                                   | Откриване на Басейна Хол, протока Робсън, море Линкълн, в което плава на север до 82º 26` с.ш., п-ов Земя Хол (в Северозападна Гренландия), залива Нюмън (81°45′ с. ш. 59°00′ з. д. / 81.75° с. ш. 59° з. д.), п-ов Земя Нюебое (81°50′ с. ш. 56°00′ з. д. / 81.833333° с. ш. 56° з. д.) и ледника Петерман, спускащ се от юг в Басейна Хол | Канада, Гренландия                                            |
| 1872 – 1875                                        | Джордж Уилър                                                                        | Детайлно топографско заснемане и картиране на платото Колорадо | САЩ                                                           |
| 1873 – 1888                                        | Джордж Доусън                                                                       | Извършване на топографски дейности по демаркацията на канадско-американската граница между Горското езеро и Тихия океан по 49º с.ш. (1873 – 1874). Изследване на провинция Британска Колумбия между река Фрейзър и Бреговия хребет, т.нар. Вътрешно плато (1875 – 1876). Изследване на горното течение на река Фрейзър (1878), о-вите Кралица Шарлота и остров Ванкувър и картиране и описване на горния басейн на река Пис Ривър и двете съставящи я реки – Парснип и Финли (1879). Геоложки изследвания в басейна на реките Боу и Белли (1880 – 1882), а през 1882 – 1884 – на отделни райони от западните части на Скалистите планини. Изследване басейна на горното течение на река Юкон и откриване на планината Доусън, простираща се от 62º с.ш. на северозапад покрай левия бряг на Юкон (1887 – 1888) | Канада, САЩ                                                   |
| 1875 – 1876                                        | Джордж Нерс, Албърт Маркам, Пелам Олдрич, Л. А. Бомон                               | Джордж Нерс: Свободно плаване на север в море Линкълн до 82º 24` с.ш. (1875). Албърт Маркам: Достигане със ски до 83º 20' 26“ с.ш. (1876). Пелам Олдрич: Откриване и картиране на северния бряг на остров Елсмиър на протежение около 300 км (до нос Алерт, 82°26′ с. ш. 85°42′ з. д. / 82.433333° с. ш. 85.7° з. д.), в т.ч. крайбрежната планина Чалънджър, нос Колумбия (83°07′ с. ш. 70°01′ з. д. / 83.116667° с. ш. 70.016667° з. д., най-северната точка на Канадския Арктичен архипелаг), заливите Маркам Инлет (82°50′ с. ш. 66°30′ з. д. / 82.833333° с. ш. 66.5° з. д.) и Йелвертън (82°23′ с. ш. 83°18′ з. д. / 82.383333° с. ш. 83.3° з. д.) (1876). Л. А. Бомон: Откриване на участък от крайбрежието на Гренландия, граничещо с море Линкълн от протока Робсън на изток-североизток до Земя Нерс, в т.ч. Земя Вулф (разположена между фиордите Шерард Осбърн на югозапад и Виктория на североизток) и малкия остров Бомон (82°47′ с. ш. 50°01′ з. д. / 82.783333° с. ш. 50.016667° з. д.), на север от Земя Вулф (1876) | Канада, Гренландия                                            |
| 1875 – 1876                                        | Гроув Карл Гилбърт (1843 – 1918)                                                    | Геоложко изследване и топографско заснемане на планината Хенри (38° с. ш. 111° з. д. / 38° с. ш. 111° з. д.) в Скалистите планини | САЩ                                                           |
| 1876, 1880 – 1881                                  | Густав Холм                                                                         | Подробно геоложко изследване на югоизточното крайбрежие на Гренландия на юг до нос Фарвел (59º 45` с.ш., най-южната точка на Гренландия) | Гренландия                                                    |
| 1879 – 1880                                        | Фредерик Шватка                                                                     | Изследване на сегашната канадска провинция Киватин в североизточната ѝ част от залива Дейли (64°00′ с. ш. 89°45′ з. д. / 64° с. ш. 89.75° з. д.) до остров Кинг Уилям (69°05′ с. ш. 97°25′ з. д. / 69.083333° с. ш. 97.416667° з. д.) | Канада                                                        |
| 1881 – 1882                                        | Адолфъс Грийли, Джеймс Локууд                                                       | Адолфъс Грийли: Изследване на п-ов Земя Грант (северната част на остров Елсмиър) и откриване на езерото Хейзън (81°46′ с. ш. 71°05′ з. д. / 81.766667° с. ш. 71.083333° з. д.), на север от него хребета Юнайтед Стейтс. Джеймс Локууд: Откриване на западното крайбрежие на острова – фиорда Грийли (80°30′ с. ш. 81°40′ з. д. / 80.5° с. ш. 81.666667° з. д.) и продължението му на североизток фиорда Танкуери | Канада                                                        |
| 1883                                               | Фредерик Шватка                                                                     | Изследване на цялото течение на река Юкон (над 2000 км) и цялото течение на лявата я съставяща – река Люис | Канада, Аляска                                                |
| 1883                                               | Джордж Стоуни                                                                       | Детайлно картиране на залива Хотам (66°40′ с. ш. 162°00′ з. д. / 66.666667° с. ш. 162° з. д.) в Аляска | Аляска                                                        |
| 1883 – 1885                                        | Густав Холм                                                                         | Изследване на югоизточното крайбрежие на Гренландия от нос Фарвел до нос Густав Холм (66º 30` с.ш.) | Гренландия                                                    |
| 1883 – 1904                                        | Адриан Габриел Морис                                                                | Топографско заснемане и картиране на големи части от провинция Британска Колумбия в Канада, главно платото Нечако, северната част на Вътрешното плато с многочислените си езера, в т.ч. езерото Стюарт (54°33′ с. ш. 124°35′ з. д. / 54.55° с. ш. 124.583333° з. д.) | Канада                                                        |
| 1884                                               | Франц Боас (1858 – 1942)                                                            | Изследване на остров Бафинова земя и окончателно доказване, че остров Байлот не е полуостров на Бафинова земя | Канада                                                        |
| 1884 – 1885                                        | Джон Кентвел, Джордж Стоуни                                                         | Картиране на цялото течение на река Кобук в Аляска и езерото Селавик (66°30′ с. ш. 160°41′ з. д. / 66.5° с. ш. 160.683333° з. д.) и установяване, че изворите на реката са в планината Шватка | Аляска                                                        |
| 1884 – 1904                                        | Албърт Питър Лоу                                                                    | Топографски заснемания и картирания на п-ов Лабрадор. Завършване откриването на езерото Мистасини (51°00′ с. ш. 73°40′ з. д. / 51° с. ш. 73.666667° з. д.), изтичащата от него река Рупърт и реките, вливащите се от изток в залива Джеймс – Истмейн и Ла Гранд (80-те години). Пресичане и извършване на маршрутна топографска снимка на полуострова от юг на север, от езерото Мистасини през езерото Каниаписко (54°00′ с. ш. 69°40′ з. д. / 54° с. ш. 69.666667° з. д.) и Коксоак и спускане до залива Унгава по река Каниаписко (1893). Проникване от изток в централната част на полуострова, от залива Хамилтън (54°15′ с. ш. 57°45′ з. д. / 54.25° с. ш. 57.75° з. д.) през езерото Мелвил (53°40′ с. ш. 59°40′ з. д. / 53.666667° с. ш. 59.666667° з. д.), река Хамилтън до езерото Птисикапо и от там на юг през езерата Сандгерт, Ашуанипи и др. и по реките Ромен, Сен Жан и др. достигане до залива Сейнт Лорънс (1894). Пресичане на северозападната част на полуострова от езерото Клируотър (56°10′ с. ш. 74°30′ з. д. / 56.166667° с. ш. 74.5° з. д.) на североизток по река Ларч до устието на река Коксоак и изследване на п-ов Унгава (северозападната част на п-ов Лабрадор) (1898) | Канада                                                        |
| 1885                                               | Хенри Туреман Алън                                                                  | Пресичане на Аляска от югоизток на северозапад от залива Аляска до залива Нортън. Изкачване по река Копър Ривър, пресичане на хребета Чугач и изследване на река Читина (ляв приток на Копър Ривър). Частично картиране на планината Врангел с вулкана Санфорд. Пресичане на източната (тясна и ниска) част на Аляскинския хребет, достигане до река Танана, на 143º з.д. и изследване и картиране на реката от там до вливането ѝ в Юкон. Спускане по Юкон до устието на река Коюкук, изкачване по последната до изворите ѝ в откритата от него планина Ендикот. Спускане по Юкон и достигане до залива Нортън | Аляска                                                        |
| 1885                                               | С. Маклиниген                                                                       | Проследяване и картиране на цялото течение на река Ноатак (вливаща се от север в залива Коцебу) и откриване на планините Бърд и Де Лонг, разположени южно и северно от реката | Аляска                                                        |
| 1886                                               | У. Хауърд                                                                           | Изследване и картиране на част от Североаляскинската низина, главно басейна на река Икпикпук и стотиците езера в него | Аляска                                                        |
| 1886                                               | Джордж Стоуни                                                                       | Изкачване на планината Шватка, изследване на горните течения на реките Алатна (от басейна на Юкон) и Ноатак, преодоляване по 153º з.д. на планината Брукс и достигане до река Колвил | Аляска                                                        |
| 1888                                               | Фритьоф Нансен, Ото Свердруп                                                        | Първо пресичане на ледения купол на Гренландия от изток на запад по 64° с.ш. | Гренландия                                                    |
| 1888 – 1890                                        | Георг Карл Амдруп                                                                   | Изследване на участък от източния бряг на Гренландия между Северната полярна окръжност и 72º с.ш., с изключение на залива Скорсби | Гренландия                                                    |
| 1891 – 1892                                        | Карл Рюдер                                                                          | Завършване на изследването на залива Скорсби и откриване двата големи полуострова – Земя Госе (70°15′ с. ш. 27°30′ з. д. / 70.25° с. ш. 27.5° з. д.) и Земя Реклан (71°00′ с. ш. 26°30′ з. д. / 71° с. ш. 26.5° з. д.) и големия остров Земя Милн (75º 35` с.ш.). | Гренландия                                                    |
| 1891 – 1893                                        | Ерих фон Дригалски                                                                  | Геофизични и географски изследвания на западното крайбрежие на Гренландия и на континенталния ледник | Гренландия                                                    |
| 1892 – 1894                                        | Джоузеф Тирел                                                                       | Изследване района на север от горното течение на река Чърчил и извършване на маршрутна топографска снимка с дължина над 2000 км в райони, където дотогава не са прониквали европейски изследователи. Откриване на езерата Кри (57°30′ с. ш. 106°30′ з. д. / 57.5° с. ш. 106.5° з. д.), Блек Лейк (вторично, на изток от езерото Атабаска), Уолластон (вторично, Манито, 58°14′ с. ш. 103°19′ з. д. / 58.233333° с. ш. 103.316667° з. д.) и река Гейки, вливаща се от югозапад в Уолластон (1892). Топографско заснемане и картиране от езерото Атабаска, през езерото Блек Лейк, и от там на север-североизток до езерото Дубонт. Откриване на езерата Селуин (60°02′ с. ш. 104°30′ з. д. / 60.033333° с. ш. 104.5° з. д.), Уолдайя, Кери и др. Спускане по реките Дубонт (протичаща през езерото Уортън (64°03′ с. ш. 99°51′ з. д. / 64.05° с. ш. 99.85° з. д.) и вливаща се от юг в река Телон) и Телон и през езерото Бейкър и залива Честърфилд достигане до Хъдсъновия залив. Картиране на западния бряг на залива до устието на река Нелсън на протежение около 600 км (1893). Ново маршрутно топографско заснемане и картиране от езерото Ла Ронж (55°05′ с. ш. 105°04′ з. д. / 55.083333° с. ш. 105.066667° з. д., в горния басейн на река Чърчил)на север и откриване на езерата Еленово (вторично), Броше (на север от Еленовото езеро), Касба (60°20′ с. ш. 102°11′ з. д. / 60.333333° с. ш. 102.183333° з. д., в горното течение на река Казан), Ангикуни (62°13′ с. ш. 99°52′ з. д. / 62.216667° с. ш. 99.866667° з. д., в средното течение на Казан) и Яткайед (вторично, 62°40′ с. ш. 97°53′ з. д. / 62.666667° с. ш. 97.883333° з. д., в долното течение на Казан). Продължаване на изток и по река Фергюсън и достига до Хъдсъновия залив, като по течението на реката са откритни проточните ѝ езера Каминюриак и Каминак (1894) | Канада                                                        |
| 1892 – 1895                                        | Робърт Пири                                                                         | Комплексни физикогеографски изследвания на Северна Гренландия (1892 – 1895). Първо двойно пресичане на Северна Гренландия от Земя Прудхо (на север от залива Инглфилд) в североизточно направление до Индепенденс фиорд (82°05′ с. ш. 30°00′ з. д. / 82.083333° с. ш. 30° з. д.) и откриване на север от него на п-ов Земя Пири с планината Рузвелт (1892) | Гренландия                                                    |
| 1896 – 1898                                        | Джосая Спър                                                                         | Първи геоложки изследвания в Аляска, главно в басейна на река Юкон (1896 – 1897) и басейна на река Кускокуим (1898). Пресичане от юг на север западната част на Аляскинския хребет, спуска по река Южен Кускокуим, а след това и по Кускокуим, като са проследени и картирани цялото ѝ течение (около 700 км) | Аляска                                                        |
| 1898                                               | Алфред Натхорст                                                                     | Изследване на фиорда Франц Йосиф (на източното крайбрежие на Гренландия) и откриване на п-ов Земя Андре (73°40′ с. ш. 26°00′ з. д. / 73.666667° с. ш. 26° з. д.), фиорда Конг Оскарс (Крал Оскар 72°20′ с. ш. 23°40′ з. д. / 72.333333° с. ш. 23.666667° з. д.), полуостровите Земя Зюс и Земя Натхорст и група острови, в т.ч. Имер (73°10′ с. ш. 24°20′ з. д. / 73.166667° с. ш. 24.333333° з. д.) и Трейл (72°35′ с. ш. 23°20′ з. д. / 72.583333° с. ш. 23.333333° з. д.) | Гренландия                                                    |
| 1898 – 1902                                        | Ото Свердруп, Гунар Исаксен, Едвард Бай (Бей), Олаф Ронес                           | Пресичане на остров Елсмиър и откриване на Бей фиорд (78°52′ с. ш. 83°35′ з. д. / 78.866667° с. ш. 83.583333° з. д.), протока Юрика и остров Аксел Хайберг. Дооткриване на цялото южно крайбрежие на Елсмиър до 90º з.д., в т.ч. фиорда Макс Окс, п-ов Симонс (76°40′ с. ш. 89°00′ з. д. / 76.666667° с. ш. 89° з. д., най-югозападната част на Елсмиър), протока Хел Гейт и източния бряг на остров Норт Кент (76°40′ с. ш. 90°15′ з. д. / 76.666667° с. ш. 90.25° з. д.) (1899). Откриване на залива Норуиджен Бей (Норвежки залив, 78º с.ш., 90º з.д.), фиорда Бауман, врязващ се в остров Елсмиър на югоизток, между полуостровите Бьорне на югозапад и Свенсен на североизток и западното крайбрежие на остров Аксел Хайберг до 80º 53` с.ш. – нос Норт Уест. Откриване на п-ов Колин Арчър (северозападната част на остров Девън) и протока Кардигън (вторично) на североизток от полуострова. Изследване на част от североизточния бряг на остров Амунд Рингнес (1900). Изследване на източното крайбрежие на остров Аксел Хайберг, протока Юрика и западния бряг на Елсмиър, като там са открити два големи полуострова Ронес (78°25′ с. ш. 86°10′ з. д. / 78.416667° с. ш. 86.166667° з. д.) на юг и Фосхайм (79°50′ с. ш. 84°00′ з. д. / 79.833333° с. ш. 84° з. д.) на север. Обикаляне на островите Амунд Рингнес и Елеф Рингнес и откриване на протока Хенриксен (77°50′ с. ш. 96°00′ з. д. / 77.833333° с. ш. 96° з. д., между Амунд Рингнес на север и остров, Корнуол на юг), протока Хасел (78°25′ с. ш. 99°00′ з. д. / 78.416667° с. ш. 99° з. д., между Амунд Рингнес и Елеф Рингнес), остров Кинг Кристиан (77°47′ с. ш. 101°45′ з. д. / 77.783333° с. ш. 101.75° з. д.), протока Дейниш Стрийт между тях и п-ов Исаксен (79°10′ с. ш. 104°00′ з. д. / 79.166667° с. ш. 104° з. д., северозападната част на Елеф Рингнес) с нос Исаксен (79°20′ с. ш. 105°24′ з. д. / 79.333333° с. ш. 105.4° з. д.) (1901). Откриване на протока Нансен (80°45′ с. ш. 90°00′ з. д. / 80.75° с. ш. 90° з. д.), като по този начин окончателно са открити бреговете на остров Елсмиър (трети по големина в Канадския арктичен архипелаг, с всичките му многочислени фиорди и полуострови) (1902) | Канада                                                        |
| 1898 – 1924                                        | Алфред Брукс                                                                        | Мащабни топографски дейности във вътрешността на Аляска. Откриване на планината Брукс в северната част на щата | Аляска                                                        |
| 1899                                               | Джоузеф Херън                                                                       | Изкачване по река Сквентна, пресичане на Аляскинския хребет, спускане се по река Южен Кускоквим до сливането ѝ със Северен Кускоквим и картиране цялото течение на последната до изворите ѝ. Пресичане най-източните части на планината Кускоквим, достигане до река Танана на 152ºз.д. и по нея до Юкон | Аляска                                                        |
| 1899                                               | Ф. Шрадер                                                                           | Спускане по река Юкон, изкачване се по десния ѝ приток река Шандалар до планината Ендикот, откриване горното течение на река Южен Коюкук и по нея и по река Коюкук спускане до Юкон | Аляска                                                        |
| 1900                                               | Робърт Пири                                                                         | Изследване на цялото северно крайбрежие на Гренландия на североизток от протока Смит и откриване на северното крайбрежие на п-ов Земя Пири и нос Морис Джесъп (83°38′ с. ш. 32°40′ з. д. / 83.633333° с. ш. 32.666667° з. д., най-северната точка на световната суша) | Гренландия                                                    |